# Байко Ніна Яківна
Ні́на Я́ківна Байко (* 25 серпня 1933, Яблониця Польська, Ряшівський повіт — нині територія Польщі) — народна артистка УРСР.

## Біографія
Батько був сільським війтом у Яблониці Польській, загинув від удару електричного струму. В часі війтування виділив власну землю під будівлю Дому Просвіти, наповнював читальню українськими книжками та газетами. Окрім неї, батьки виховували ще чотирьох сестер. В часі переселення 1945 року родина оселилася в Буську.
З 1950 по 1980 роки разом із сестрами Даниїлою та Марією співала у складі сімейного тріо.
Навчалася в музично-педагогічному училищі, 1958 року закінчила Львівську консерваторію — по класу вокалу та гри на бандурі. В 1953—1956 роках та 1966—1980 працювала викладачем в Львівській дитячій музичній школі. 1956 року тріо сестер Байко виступило в Польщі.
1976 року сестри Байко стали лауреатами Шевченківської премії.
1979 року Ніна Яківна отримала звання народної артистки УРСР.
З 1982 року працює викладачем, в 1992 року отримала звання доцента — в Київському інституті культури.
Викладала в Стрітівській кобзарській школі-інтернаті для хлопців.
Голова громадської організації «Київське товариство „Лемківщина“ імені Богдана-Ігоря Антонича».
З чоловіком виховала сина та доньку, має чотирьох онуків.

## Творчість
У 1990-2010-х роках виступала:
- із сольним концертом у Тернополі — 1990,
- на конкурсах співаків ім. С. Крушельницької — в 1990—1998,
- при створенні Тернопільського товариства «Лемківщина» — 1990,
- фестивалях лемківської культури в Монастириськах — 1991, 2001—2002,
- на фестивалі в селі Гутисько Бережанського району — 1999,
- вечорі пам'яті В. Вихруща — 2002.

Петро Андрійчук разом з «Даничанкою» на урочистому вечорі в її честь виконував бойківських пісень.

## Нагороди і відзнаки
Кавалер ордена княгині Ольги III ст. — листопад 2008.